# Berts bekymmer
Berts bekymmer är en ungdomsroman i dagboksform från 1994 av de svenska författarna Anders Jacobsson och Sören Olsson. Boken använder bara kapitelnamn, men inga datum, och introducerar även en nyhet, varje kapitel avslutas med en liten dikt, "Dagens dikt", vilken kopplad till handlingen.

## Bokomslag
Bokomslaget visar en kortklippt Bert, i röd tröja, som i juletider sitter på en pall och tittar sig i spegeln. Hans sköldpadda Ove ligger på rygg. Bredvid står en nerbarrad julgran i en majonnäsgurkburk, och på golvet ligger även ett brustet pepparkakshjärta med texten B + G (Bert + Gabriella).

## Handling
Boken handlar om Bert Ljung på höstterminen i 9:an, och han har kärleksbekymmer. Han skäms inte lika mycket längre för att gilla Gabriella, eftersom hon börjat 7:an. När skolan börjar har klassens flickor glömt stänga sin dörr till omklädningsrummet vid skolgymnastiken, och Bert går förbi och tittar, då Sanna dyker upp, och drar upp Berts gymnastikshorts.
Åke är kär i Isabella Riez som går i klass 9F och kommer från El Salvador, och hatar Europa som han menar uppfann allt taskigt på jorden, som kolonier, negerslavar, industrin och engelska (som Åke har underkänt i). Åke har också en kompis som heter Douglas, och som också går i 9 F.
På en toalett ser Bert ett nummer där det står klottrat ett telefonnummer dit man kan ringa om man vill ha sex. Bert ringer och tror Gabriella ligger bakom, men lägger på då det visar sig vara Travtjänst som önskar god middag och undrar vilka hästar han satsar på.
Klimpen gör en kort återkomst från Motala, nu som medlem i den religiösa föreningen "Lennarts ord", innan han åker tillbaka till Motala. I Heman Hunters bråkas det om vilken musik bandet skall spela.
Åke fyller 15 år och får moped.
Hans klasskompis Björna får cancer, men läkarna lyckas rädda honom, och Bert och hans kompisar hälsar på på sjukhuset. Beckaskolan utses till Sveriges i särklass mest mögelangripna skola.
Vid Luciatid skriver Bert att Åke kör trimmad moped, och kastar den i Nöckeln för att sedan anmäla den som stulen. Bert går även med i skolkören för att Gabriella gör det.
Bert beskriver även marknadsdagen Höstskojet i Öreskoga, då killarna de retat föregående år ville göra upp igen, men nu finns inte Björna där och kan försvara dem, då han är på sjukhus. På marknaden finns också en boxboll där man kan mäta sin styrka, där Bert får två poäng med betyget "-En fjärt", medan Hannu Vresi Määrkku i 7D vinner och får 390 poäng, och blir "superstarkt muskelberg". Bert får även stryk av Lill-Erik på brottarmattan.
Bert åker också till Dalarna för ett basseminarium, och då pengarna är slut står han ensam vid landsvägen liftar hem, han hoppas få åka med snygga tjejer, men i stället åker han med en tysk familj med en Audi som skall till Öreskoga och hälsa på några vänner, och släpper av Bert på torget.
Boken avslutas på julafton (24 december). Bert har fått ett paket inslagna kondomer av sin mormor i julklapp. Han pratar också i telefon med Nadja. Nadja tycker Bert blivit stor, och påminner Bert om då han skämdes för sitt namn, och låtsades heta Åke (se Berts dagbok).

## Övrigt
I boken använder Bert oftast Charlie Tjenis som smeknamn för sin snopp, i stället för Vilde Bill som han brukar.